# Mairana
Mairana är en ort i Bolivia.   Den ligger i departementet Santa Cruz, i den centrala delen av landet, 170 km nordost om huvudstaden Sucre. Mairana ligger 1 326 meter över havet och antalet invånare är 4 298.
Terrängen runt Mairana är huvudsakligen kuperad, men norrut är den bergig. Mairana ligger nere i en dal. Runt Mairana är det mycket glesbefolkat, med 5 invånare per kvadratkilometer.. Mairana är det största samhället i trakten.
Trakten runt Mairana består i huvudsak av gräsmarker.